# Bajkowe Bielsko-Biała
Bajkowe Bielsko-Biała – szlak pomników upamiętniających postacie z polskich bajek animowanych (tworzonych przez Studio Filmów Rysunkowych) wytyczony na terenie miasta Bielsko-Biała.

## Obiekty na szlaku
Na szlaku znajdują się następujące pomniki i obiekty (od północy):
1. Pomnik Bolka i Lolka z globusem odsłonięty w 2011 przy ul. Mostowej między budynkami galerii Sfera,
2. Pomnik Smoka Wawelskiego i Bartoliniego Bartłomieja wraz z samochodem przy ul. 11 Listopada na wysokości placu Wojska Polskiego (odsłonięty 3 grudnia 2020[1]),
3. Pomnik Reksia przy fontannie pomiędzy ulicami 11 Listopada oraz Stojałowskiego z 2009,
4. Pomnik Don Pedra z Mypingiem przy ul. 11 Listopada (odsłonięty 22 września 2021[2]),
5. Pomnik Pampaliniego z hipopotamem nad rzeką Białą nieopodal ratusza bielskiego (odsłonięty 5 grudnia 2019),
6. Studio Filmów Rysunkowych (Willa Rotha), ul. Cieszyńska 24[3][4].

## Galeria

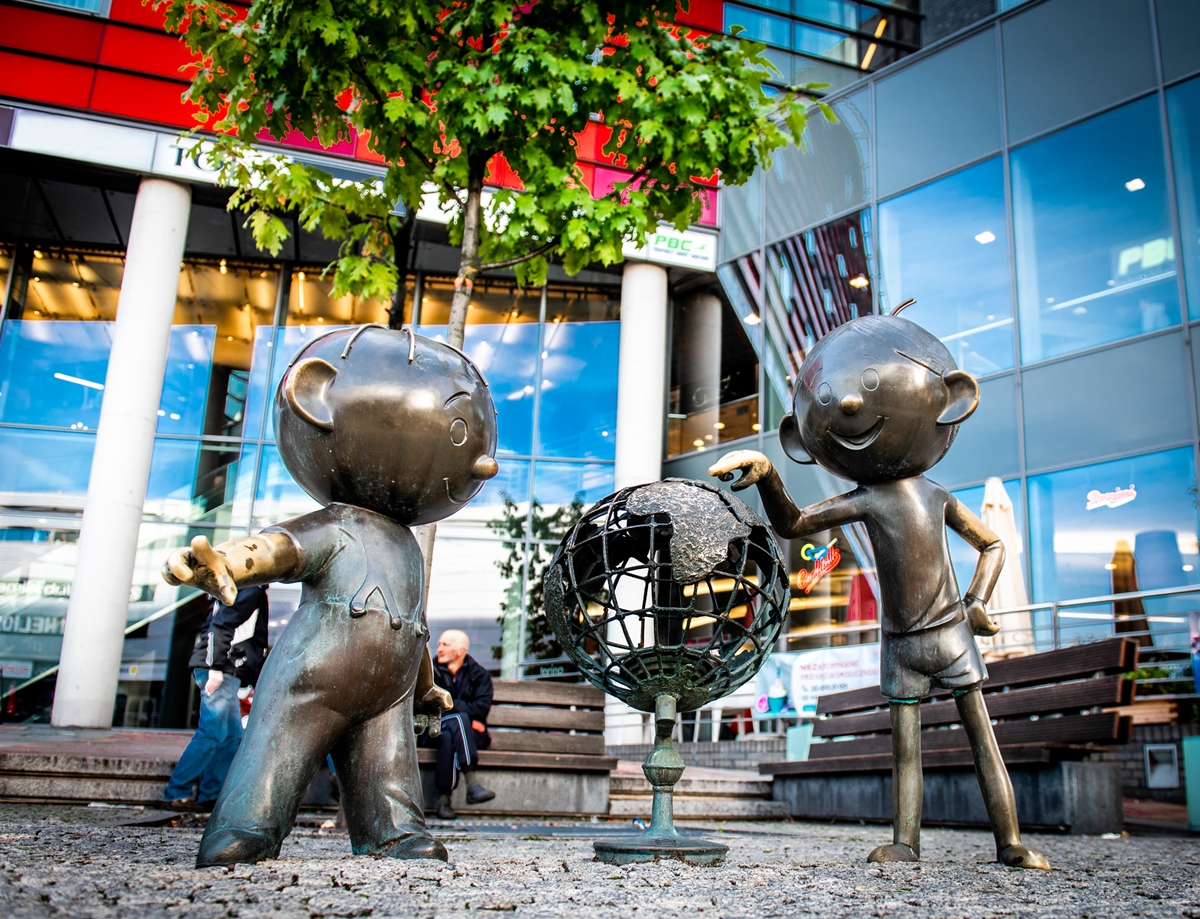
Pomnik Bolka i Lolka
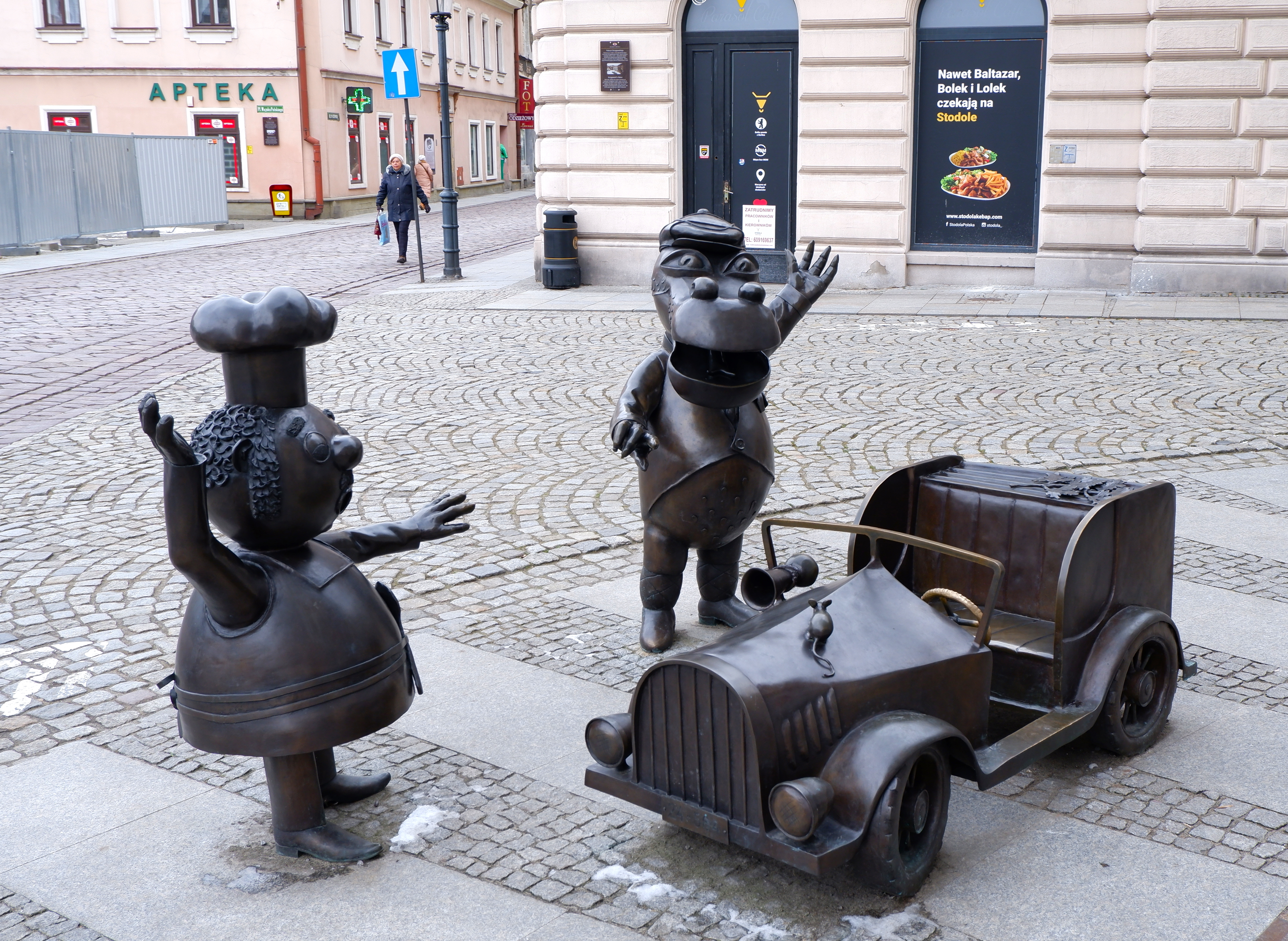
Pomnik Smoka Wawelskiego
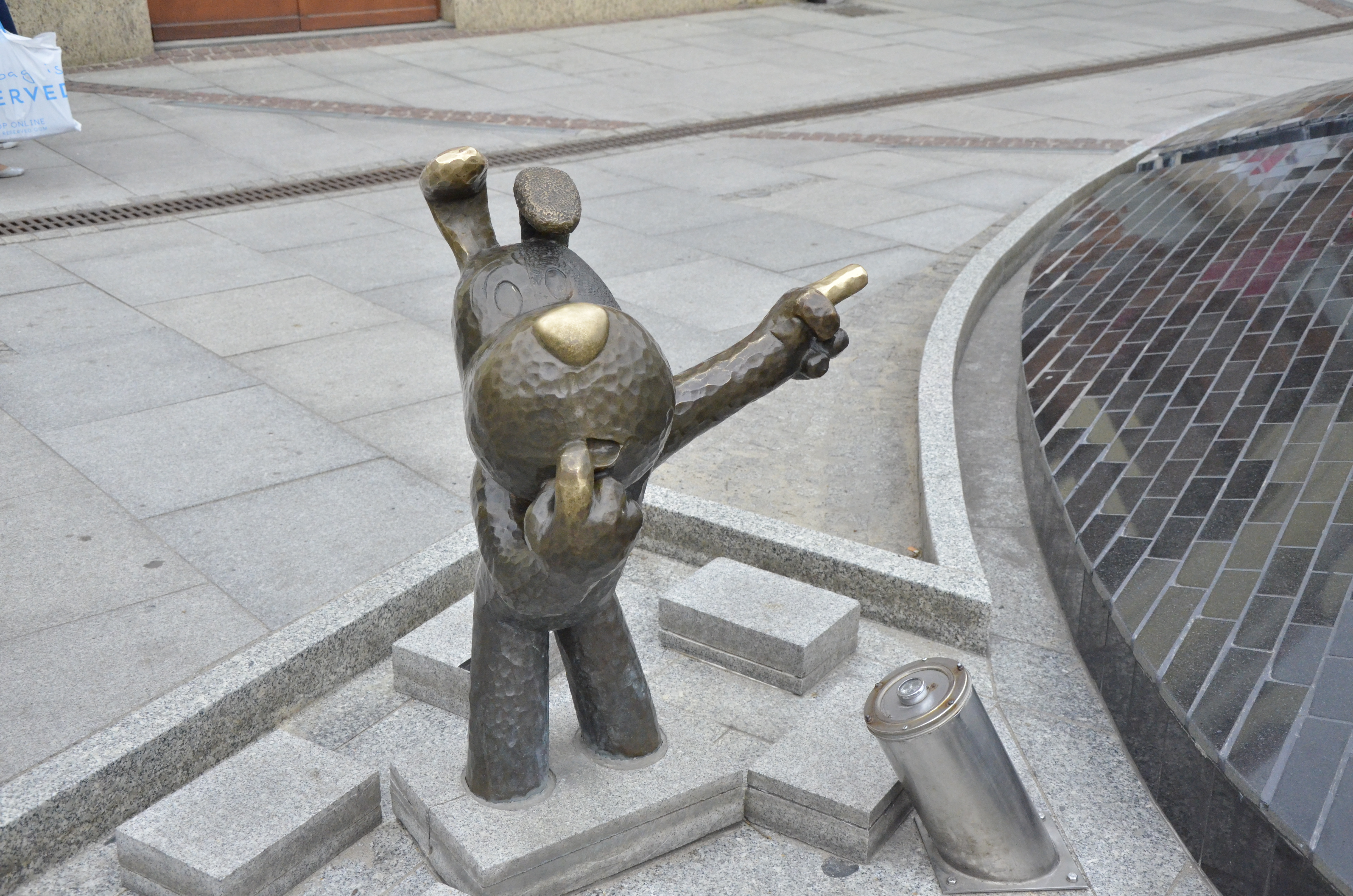
Pomnik Reksia
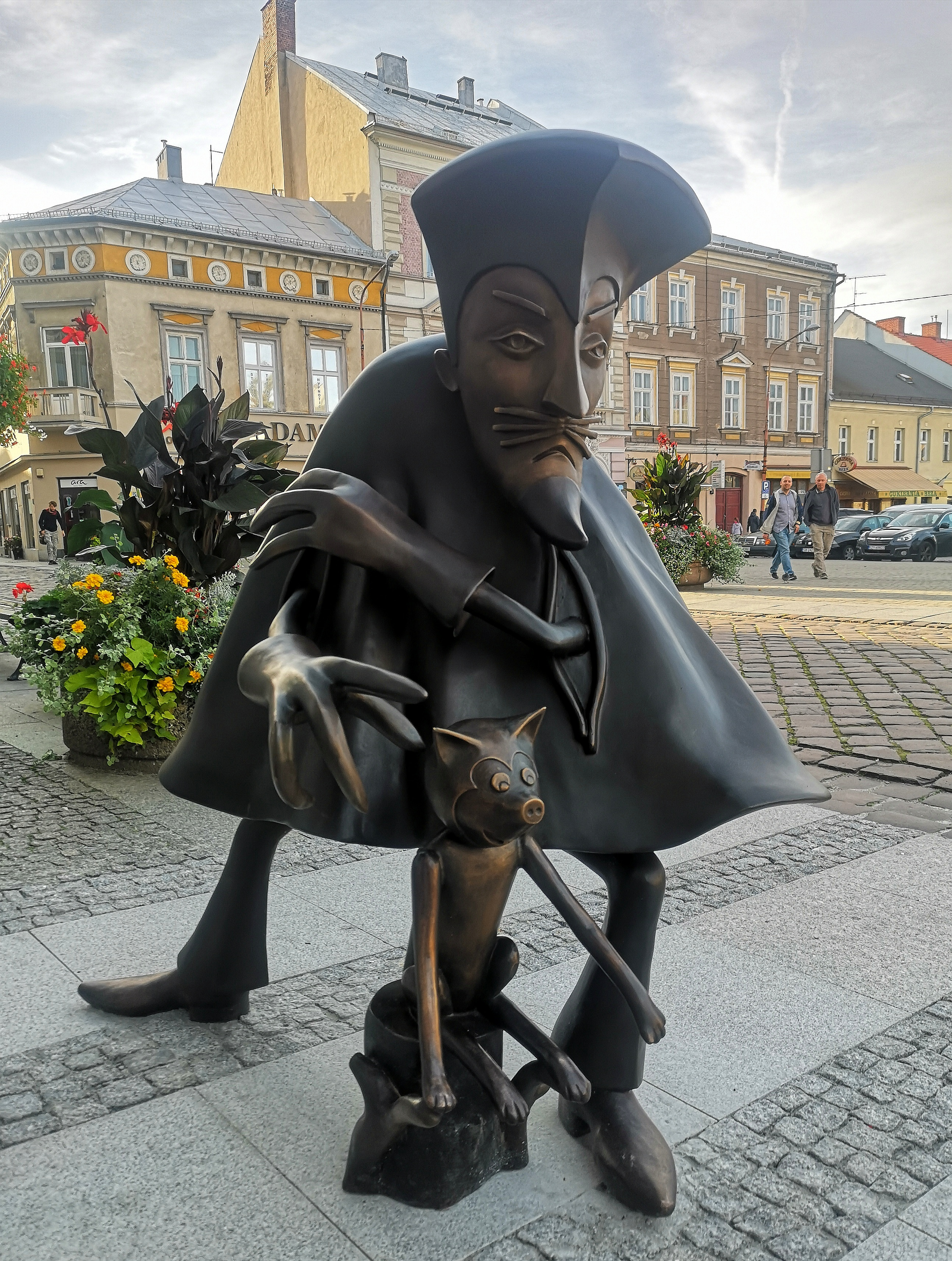
Pomnik Don Pedra
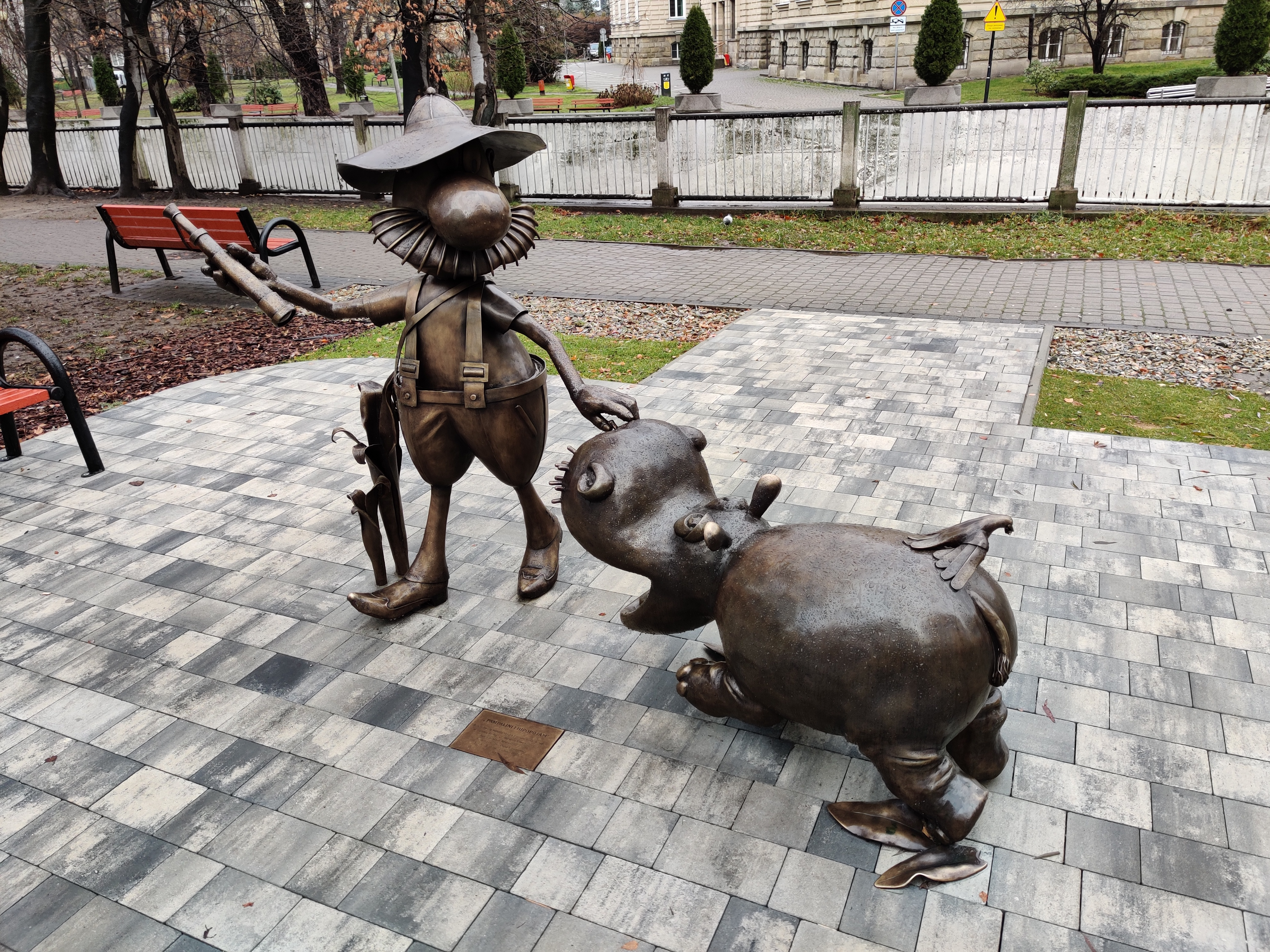
Pomnik Pampaliniego